# Bouton floral
Pour les articles homonymes, voir Bouton.

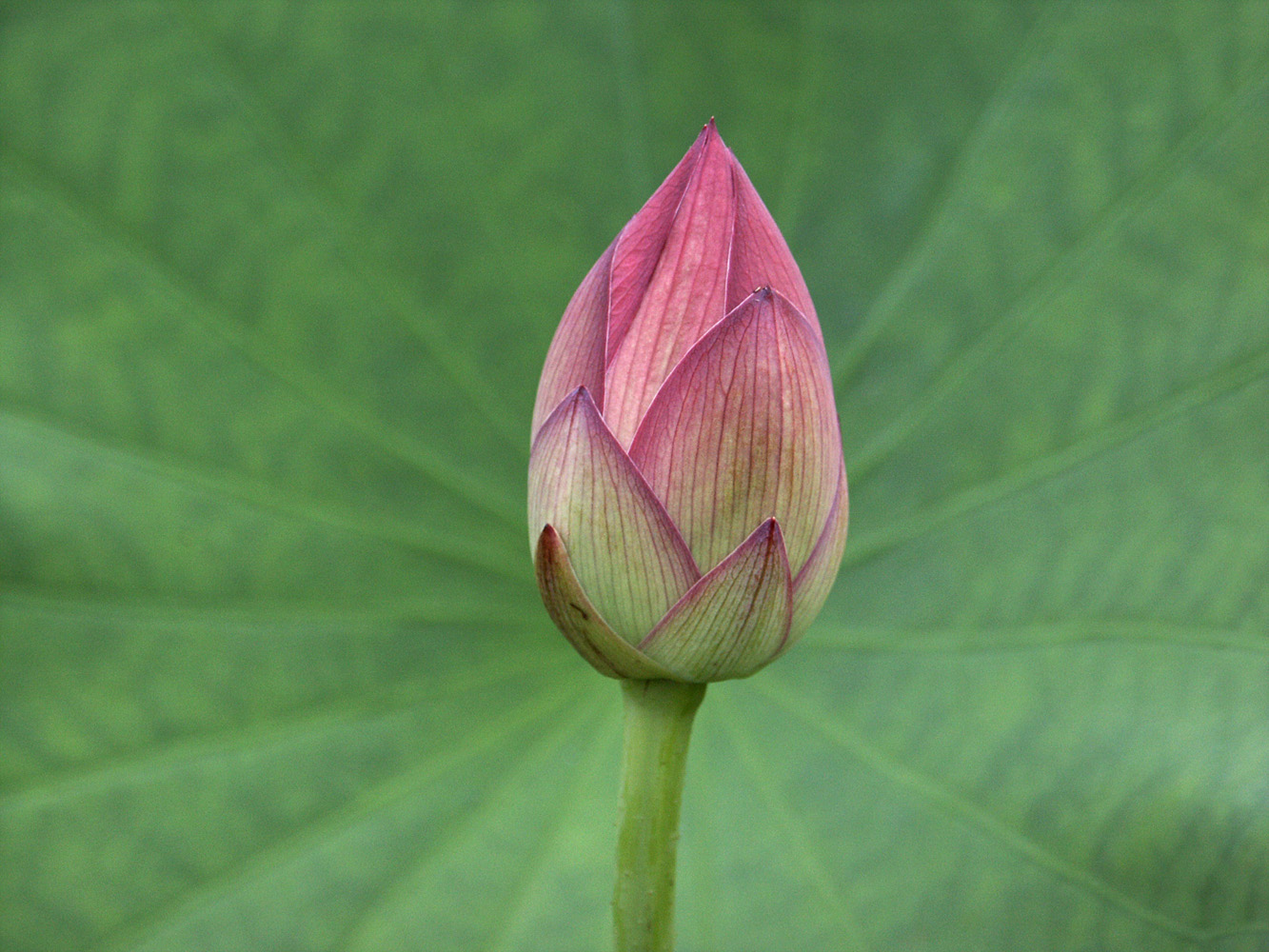
Bouton floral de Lotus

Le bouton floral est un stade de floraison qui se situe entre le débourrage des bourgeons d’un arbre ou le développement végétatif d’une plante et l'épanouissement de la fleur.